# Musik in der Ukraine
Die Musik in der Ukraine umfasst vielfältige Elemente der westlichen und östlichen Musiktraditionen, beeinflusst durch benachbarte Kulturen und ethnische Minderheiten der Ukraine.

## Volksmusik
Die Ukraine befindet sich an der Schnittstelle zwischen Asien und Europa, was sich in der Musik in einer Mischung aus melismatischem Gesang und einer Akkordharmonik widerspiegelt. Die Musik entspricht nicht immer den Regeln der traditionellen westeuropäischen Harmonie. Das auffälligste Merkmal der ukrainischen Volksmusik ist die häufige Verwendung von Moll-Tonarten und die Phänomene von Monodie, Heterophonie, Homophonie und Polyphonie in der Vokalmusik.
Rhythmisch gesehen verwendet die Musik selten komplexe Taktarten, aber es kommen zusammengesetzte Metren vor, und die Musik kann harmonisch äußerst komplex sein. Rituelle Lieder sind häufig rezitativisch, im Wesentlichen monodisch und basieren auf Noten im Bereich einer Terz oder einer Quarte. Ein Beispiel für diesen Stil ist das Thema des Liedes Schtschedryk.
Eine große Gruppe von Liedern bewegt sich innerhalb einer Quarte mit dem zentralen Hauptton als tiefster Note. Viele der rituellen Ostermelodien, die als Hayivky bekannt sind, fallen in diese Kategorie. Das tetrachordale System findet sich auch in Hochzeits- und Ernteliedern. Volkstänze haben oft Melodien, die auf zwei miteinander verschmolzenen Tetrachorden basieren.

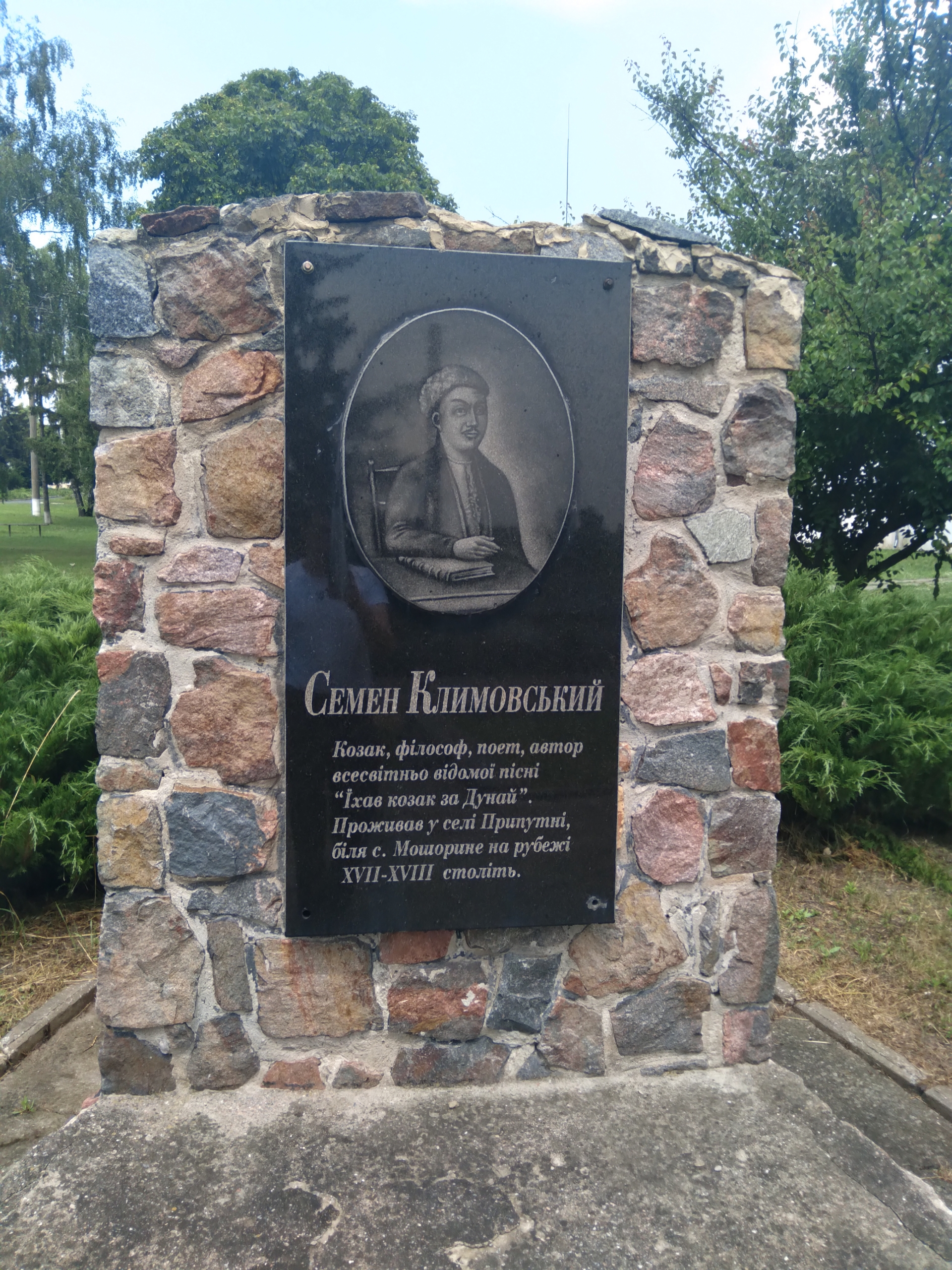
Ein Denkmal für Semen Klymowskyj, den Autor des ukrainischen Volksliedes „Ein Kosake reitet über die Donau“, im Dorf Moshoryne (heute Oblast Kirowohrad) wo er starb

Die pentatonische Skala in anhemitonischer Form ist in Frühlingsliedern, den Wesnianky, weit verbreitet. Die meisten Melodien der ukrainischen Volkslieder basieren auf Skalen, die mit den mittelalterlichen Modi identisch sind, sich aber in der melodischen Struktur unterscheiden. Die mixolydischen und dorischen Modi werden häufiger verwendet als die ionischen und äolischen Modi. Dies ist ein Merkmal der traditionellen paraliturgischen Koliadky.
Das übermäßige zweite Intervall findet sich ebenso wie die Erhöhung der vierten und siebten Stufe der Tonleiter. Es wird häufig für den melodischen Ausdruck verwendet. Diese melodische Art und Weise führt zu einem Effekt, der in einigen ukrainischen Liedern als zusätzliche schwere Spannung oder Traurigkeit beschrieben wird. Das Phänomen kommt in russischen Volksliedern nicht vor und wurde vermutlich im 17. Jahrhundert eingeführt oder entwickelt.

### Gesang

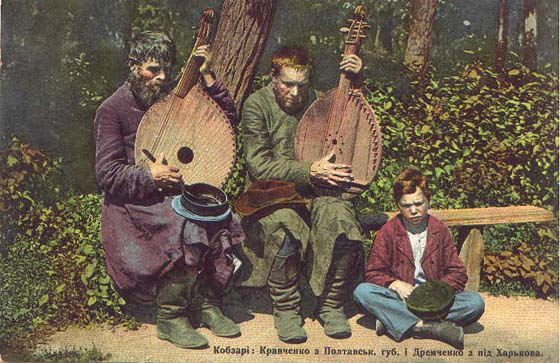
Die Kobsaren Krawtschenko und Dremtschenko (1902)

Der ukrainische Volksliedgesang lässt sich in eine Reihe ästhetischer Kategorien einteilen.
1. Sologesang – hauptsächlich rituelle Lieder, einschließlich Holosinnya, die bei Totenwachen gesungen werden.
2. Sologesang mit Instrumentalbegleitung durch professionelle Wandersänger, die als Kobsaren oder Lirnyk bekannt sind. Die höchste Entwicklungsstufe dieses Gesangsstils stellen die lyrischen historischen Volksepen dar, die als Dumy bekannt sind und zur Begleitung der Bandura, Kobsa oder Lira gesungen werden.
3. Der dritte ist eine archaische Art von modalem A-cappella-Gesang, bei dem eine von einem Solisten gesungene Phrase von einer Chorphrase in zwei- oder dreistimmiger vertikaler Polyphonie, Heterophonie und Harmonie beantwortet wird. Der Gesangsstil hat einen mittelalterlichen Charakter und weist einige Besonderheiten auf, wie z. B. parallele Quinten und Oktaven und verschiedene Arten von Plagalkadenzen. Dieser Liedtyp hat nach 1650 an Bedeutung gewonnen.
4. Andere Gesangsstile sind von den Einflüssen der europäischen Musik, der paraliturgischen Musik von Dimitri von Rostow und seinem Kreis zu Beginn des 18. Jahrhunderts und später von der klassischen Musik und der städtischen Kultur geprägt.

### Instrumente

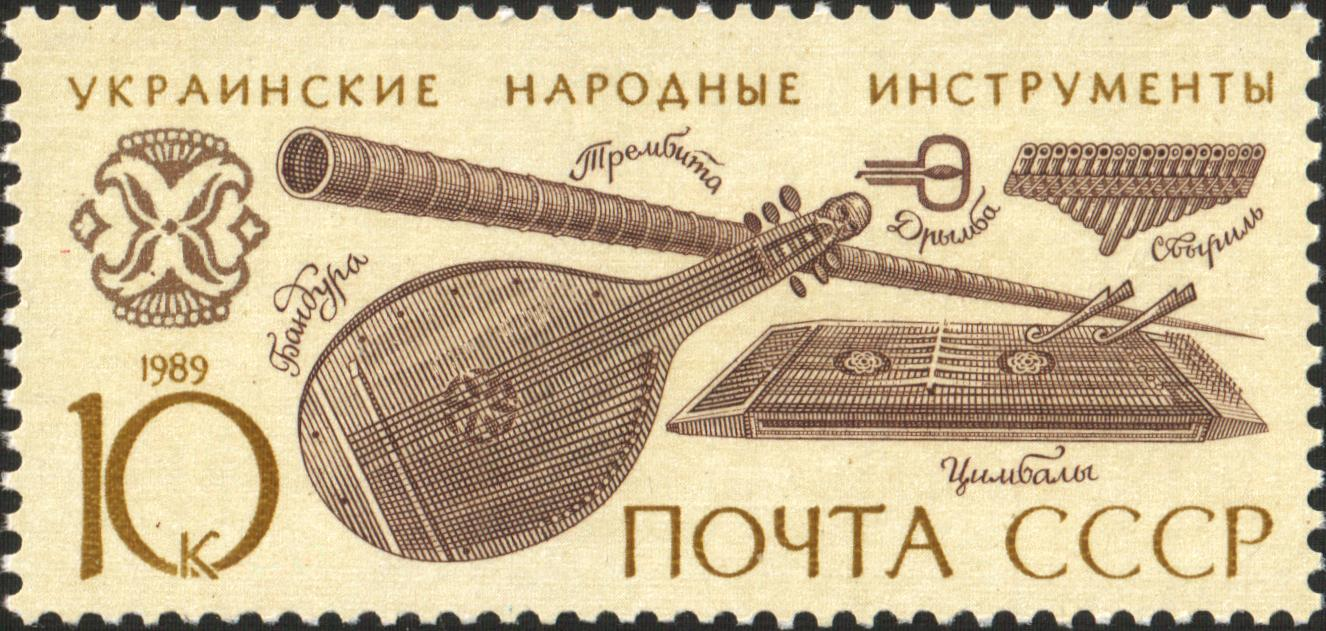
Sowjetische Briefmarke mit der Darstellung traditioneller ukrainischer Musikinstrumente

Zu den gängigen traditionellen Instrumenten gehören: Kobsa (Laute), Bandura, Torban (Basslaute), Violine, Basolya (3-saitiges Cello), Lira (Drehleier) und Zymbal; die Sopilka (Kernspaltflöte), die Flojara (Längsflöte), die Trembita (Alphorn), die Sackpfeife; die Rahmentrommel, die Pauke, das Tamburin und die Maultrommel. Traditionelle Instrumentalensembles werden oft als troïstï musyki bezeichnet (wörtlich „drei Musiker“, die das Ensemble typischerweise bilden, z. B. Geige, Sopilka und Rahmentrommel).
Zu den traditionellen Tänzen der Ukraine gehören: Kozak, Kasatschok, Trepak, Hopak, Hrechanyky, Kolomyjka, Huzulka, Metelitsia, Schumka, Arkan, Kateryna (Kadryl) und Chabarashka. Zu den auch bei ethnischen Minderheiten beliebten Tänzen gehören: Polka, Mazurka, Krakowiak, Csárdás, Walzer, Kamarinskaja und Barynja. Die ukrainische Instrumental- und Tanzmusik hat auch die jüdische und die Musik der Roma beeinflusst.

#### Volksmusik und Künstler

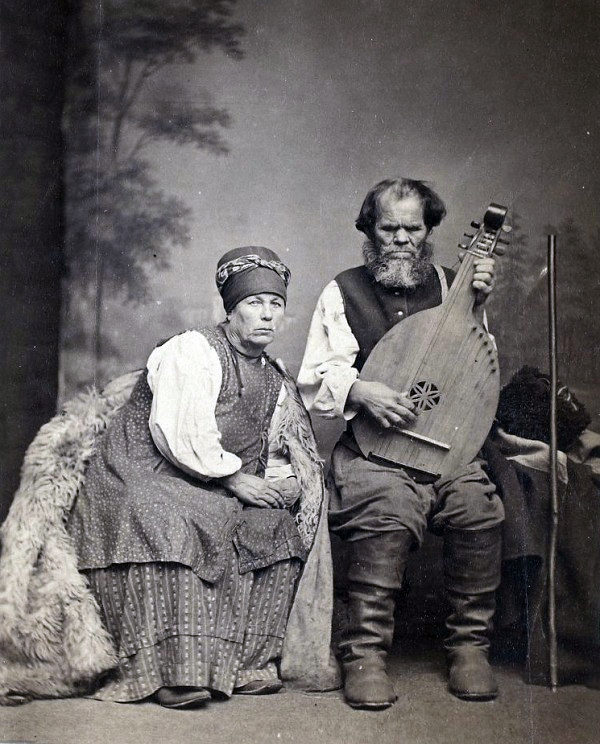
Ostap Weressai, der berühmteste ukrainische Kobsar des 19. Jahrhunderts, und seine Frau Kulyna

#### Kobsar

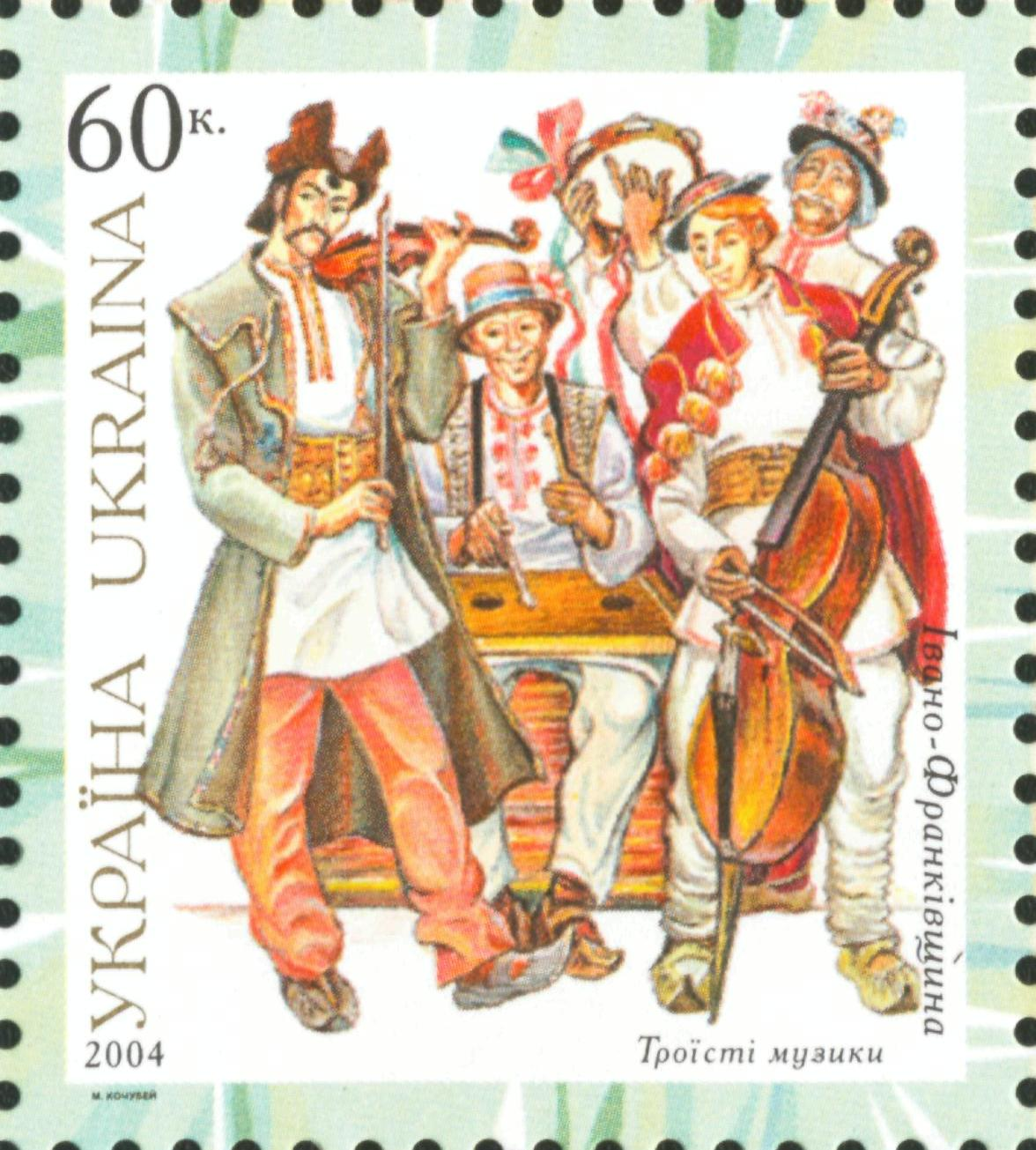
Musiker in traditioneller Kleidung, ukrainische Briefmarke, 2004

Die Kobsaren organisierten sich in regionalen, gildenähnlichen Strukturen, die als „Kobsar-Gilde“ bezeichnet wurden.
Während der Sowjetzeit wurden fast alle traditionellen Kobsaren getötet, die meisten von ihnen kamen während der Stalinschen Säuberungen in den 1930er Jahren um. Sogar die Kobsa und Bandura wurden verboten und beschlagnahmt.
Auf Anregung des bekannten traditionellen Banduristen Heorhiy Tkachenko wurde 1991 in Kiew von Mykola Budnyk eine Kobsar-Gilde wiedergegründet, um die alten Kobsar-Traditionen wiederzubeleben und zu pflegen. Die Gilde vereint viele Sänger und Musiker in der Ukraine und in der ukrainischen Diaspora.

### Sowjetisch inspirierte Volksmusik
Mit der Errichtung des Sowjetregimes in der Ukraine wurde eine Politik des Staatsatheismus eingeführt, die sich allmählich zu einer Intoleranz gegenüber der organisierten Religion entwickelte. Geistliche Musik wurde vom Regime nicht unterstützt und im Laufe der Zeit aus der Aufführung verbannt. Viele Aspekte der klassischen Musik wurden außerdem als bürgerlich und dekadent gebrandmarkt.
In den 1920er Jahren entstand eine Bewegung für „proletarische Lieder“. Mit der Zeit wurde festgestellt, dass diese Musik nur die Arbeiterklasse in den Städten ansprach und den großen Anteil der ukrainischen Bauern, die in dörflicher Umgebung lebten, nicht berücksichtigte. Infolgedessen wurden auch die Lieder des Dorfes als solche der Arbeiterklasse definiert. Infolge dieser Neueinstufung begann die sowjetische Regierung, diese Form der Musik erheblich zu fördern. In der Folge entstanden verschiedene Ensembles. Nach dem Zweiten Weltkrieg wurden weiterhin enorme Mittel zur Förderung dieser Musikrichtung bereitgestellt, um den Ansturm der westlichen Massenkultur zu verdrängen.
Zahlreiche Volkschöre wurden gegründet, wie der Veriovka-Volkschor unter der Leitung von Hryhoriy Veriovka. Pavlo Virsky gründete eine stilisierte Tanztruppe, die auf einer Synthese aus ethnografischem Tanz und Ballett basierte. Besonders beliebt waren die zahlreichen banduristischen Capellas. Diese besonderen Pseudo-Folkloreformen, die ethnografische Materialien in einem künstlerischen Rahmen vereinen, sind auch in der ukrainischen Diaspora in Nordamerika populär geworden.

### Musik der Minderheiten
Von den traditionellen Musiken ethnischer Minderheiten, die in der Ukraine leben, ist die jüdische Musik (einschließlich Klezmer, jiddische Volkslieder und jiddische Theatermusik) wahrscheinlich die reichhaltigste und am weitesten entwickelte, die ihre Ursprünge größtenteils im jüdischen Siedlungsgebiet und in der südwestlichen Ukraine hat. Schätzungsweise ein Drittel der gesamten jüdischen Bevölkerung Europas lebte zu Beginn des 19. Jahrhunderts auf ukrainischem Gebiet. Daher sammelte und dokumentierte eine Reihe von jüdischen Volkskundlern aus der Sowjetunion und dem Russischen Reich jüdische Musik vor allem in der Ukraine, darunter Joel Engel.
Die russische Musik hat sich auch in der Ukraine stark entwickelt. Viele der frühen Interpreten russischer Volksinstrumente kamen aus der Ukraine, und diese Interpreten nahmen oft ukrainische Melodien in ihr Repertoire auf. Die 4-saitige russische Domra wird in der Ukraine weiterhin verwendet und gelehrt, obwohl sie in Russland selbst durch die 3-saitige Domra ersetzt wurde.

## Klassische Musik

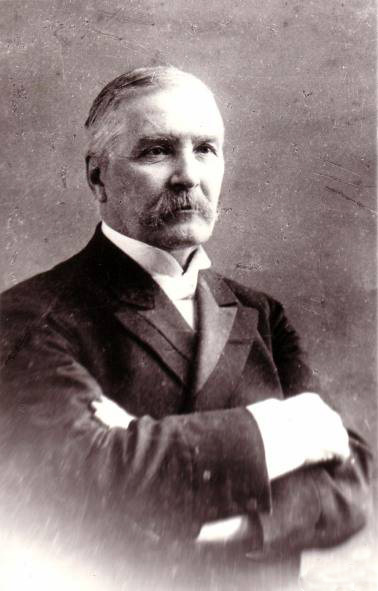
Mykola Lyssenko

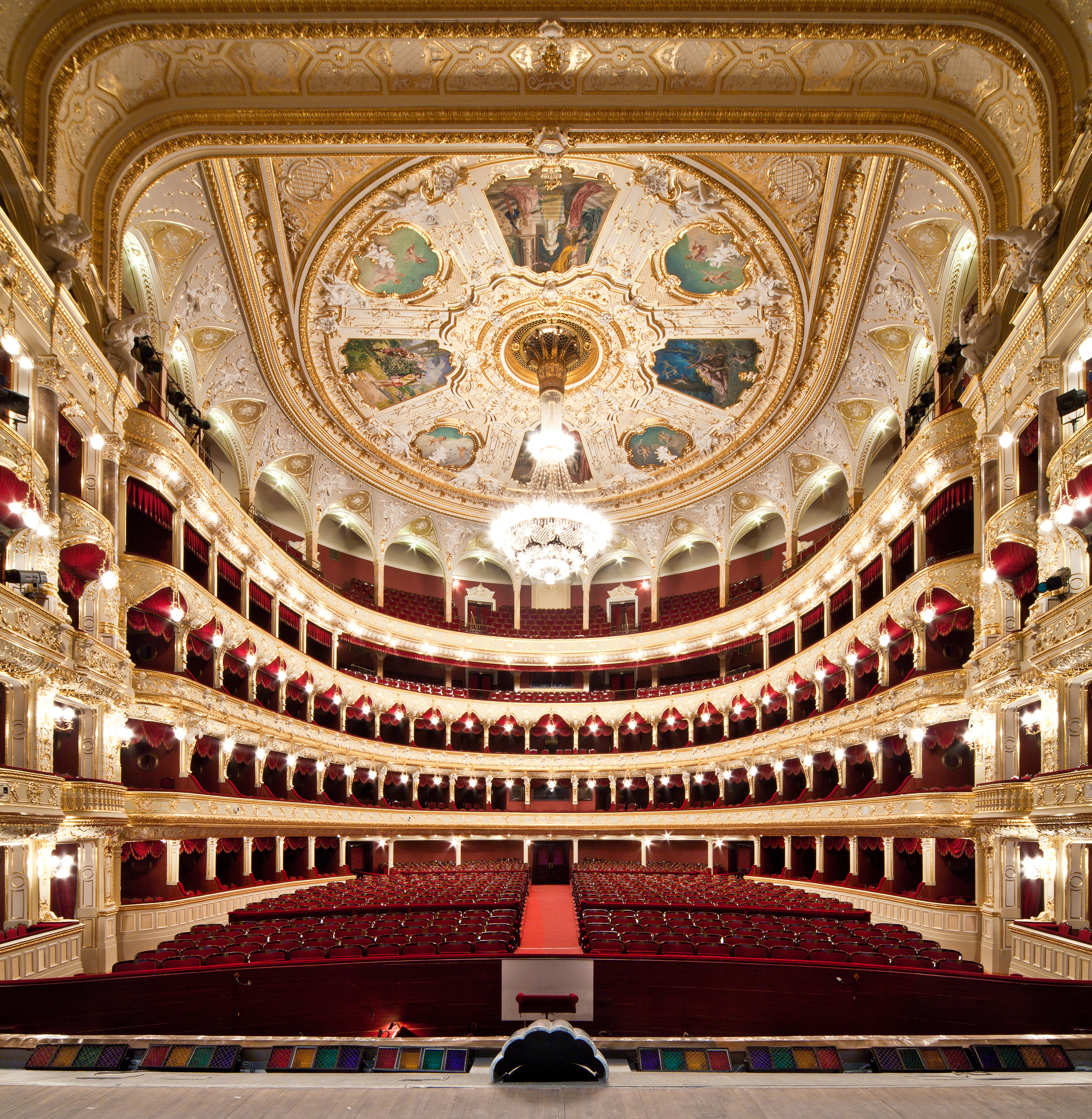
Opernhaus Odessa

Komponisten ukrainischer Abstammung, die im 19. Jahrhundert in der Ukraine lebten, werden mit einer nationalen Musikschule in Verbindung gebracht, die von ukrainischen Volksweisen und Texten beeinflusst war. Nicht-ukrainische Komponisten, die in den Gebieten lebten, die heute Teil der modernen Ukraine sind, wie Franz Xaver Wolfgang Mozart, Isaak Dunajewski, Rheinhold Glière und Sergej Prokofjew, komponierten nur selten Musik, die auf diese Weise beeinflusst wurde. Im Ausland geborene ukrainische Komponisten wie Dmitri Bortnjanskyi, Maxim Beresowski, Artem Wedel, Nikolai Roslawez haben die klassische Musik der Ukraine beeinflusst.

### Barock
In der Barockzeit war ein Großteil des Adels war in der Musik sehr bewandert und viele ukrainische Kosakenführer waren versierte Spieler der Kobza, Bandura oder des Torban. Im Lehrplan der Nationalen Universität Kiew-Mohyla-Akademie nahm Barockmusik einen wichtigen Platz ein.
Im Laufe des 18. Jahrhunderts wurden Hofmusiker im Russischen Reich in der Regel an der Musikakademie in Hluchiw ausgebildet und stammten überwiegend aus der Ukraine. Zu den bemerkenswerten Interpreten dieser Zeit gehören Tymofij Bilohradskyj, der bei Silvius Leopold Weiss Laute studierte und Alexei Rasumowski, ein Hofkapellmeister und der morganatische Ehemann von Kaiserin Elisabeth Petrowna.
Die erste professionelle Musikschule des Russischen Reiches wurde 1738 in der Ukraine in Hluchiw gegründet, die Hluchiwer Musikakademie.

### Nationalistische Bewegung in der Musik
Im 19. Jahrhundert entstand in Europa und Südamerika ein musikalischer Nationalismus, der sich durch ein historisierendes Folklore-Verständnis und die Betonung eines (oft künstlich rekonstruierten) musikalischen Nationalstils auszeichnete, um das wachsende Nationalbewusstsein der einzelnen Völker musikalisch zum Ausdruck zu bringen. Im späten 19. Jahrhundert entstand eine ukrainische nationalistische Musikbewegung. Ukrainische Schriftsteller, Dichter und Musiker nutzten die Folklore, um Volkslieder zu arrangieren. Die Eröffnung der ersten Theaters in Kiew (1803) und Odessa (1810), die Werke zu nationalen Themen aufführten, spielte eine wichtige Rolle bei der Entstehung der ukrainischen Oper, deren erstes Werk Der Saporoger an der Donau von Semen Hulak-Artemowskyj war.
Eine Schlüsselfigur in der Entwicklung der ukrainischen Musik im 19. Jahrhundert war der Komponist, Dirigent und Pianist Mykola Lyssenko, zu dessen Kompositionen neun Opern und Musik für Klavier gehören. Er verwendete ukrainische Poesie, darunter die des Dichters Taras Schewtschenko. 1904 eröffnete Lyssenko in Kiew die erste ukrainische Musikschule des Russischen Reiches (die heutige Ivan Karpenko-Kary Universität für Theater, Kino und Fernsehen, Kiew).

### Die Musikkultur in der Ukraine ab 1918
In der Zeit der Ukrainischen Volksrepublik Anfang des 20. Jahrhunderts wurden zahlreiche ukrainische Künstlergruppen gegründet. Die Regierung des ukrainischen Staates nahm im Bereich der kulturellen Entwicklung, einschließlich der Musik, eine konsequente Haltung ein, wie aus der Entschließung des Ministerrats über die Mobilisierung der literarischen, wissenschaftlichen, künstlerischen und technischen Kräfte der Ukraine hervorgeht. Insbesondere wurden durch den Erlass von Pawel Skoropadski im Jahr 1918 das Nationale Sinfonieorchester der Ukraine, die Ukrainische Staatskapelle sowie der Erste und der Zweite Nationalchor gegründet. Die Kiewer Oper erhielt den Namen Ukrainisches Schauspiel- und Operntheater, und eine beträchtliche Anzahl weltberühmter Opern wurde ins Ukrainische übersetzt. Ebenfalls 1918 wurde der Kobzar-Chor gegründet, der später als Staatliche Bandura-Kapelle wiederbelebt werden sollte.

### Sowjetische Romantik
Die Einrichtung von sowjetischen Behörden in der Ukraine war von einer Reihe tragischer Ereignisse begleitet. Im Jahr 1921 wurde der ukrainische Komponist Mykola Leontowytsch von einem Agenten der Tscheka ermordet, und 1928 wurde die Gesellschaft zu seinem Gedenken verboten. Die stärksten Verluste erlitt die ukrainische Kunst in den 1930er Jahren, als die sowjetischen Behörden mehrere hundert Banduraspieler, Kobsaren und Leierspieler auslöschten. 1938 wurde der Musiker und Ethnograf Hnat Chotkewytsch zusammen mit anderen Künstlern erschossen.
Zur gleichen Zeit eröffneten die sowjetischen Behörden eine Reihe von Musikinstitutionen in verschiedenen Städten der Ukraine. Es handelt sich dabei insbesondere um Opern- und Balletttheater in Charkiw (1925), Poltawa (1928), Winnyzja (1929), Dnipropetrowsk (1931) und Donezk (1941) sowie um Chor- und Symphonieorchester. Gemäß dem Beschluss des Zentralkomitees der Kommunistischen Partei „Über die Umstrukturierung der literarischen und künstlerischen Organisationen“ von 1932 wurde der Verband der sowjetischen Musiker der Ukraine (später „Verband der Komponisten“) gegründet und mit der ideologischen Kontrolle der Kompositionen ukrainischer Komponisten betraut.
Die 1960er Jahre sind gekennzeichnet durch den Durchbruch der ukrainischen Schule auf der Weltbühne und die Beherrschung der neuesten Trends in der europäischen Musikkultur. In Kiew bildete sich eine Gruppe von Künstlern der Kiewer Avantgarde, zu denen Komponisten wie Walentyn Sylwestrow oder Leonid Grabovsky gehörten. Die zentrale Figur in dieser Gruppe war der Dirigent Igor Blazhkov. Infolge von Differenzen mit den rückwärtsgewandten Tendenzen der offiziellen Musikkreise der UdSSR waren die Mitglieder der „Kiewer Avantgarde“ verschiedenen Formen der Unterdrückung ausgesetzt.
In den 1970er und 1980er Jahren wurden Komponisten berühmt, die den traditionellen spätromantischen Stil der ukrainischen Musik durch die neuesten Techniken der europäischen Moderne erweiterten, so Myroslaw Skoryk, Jewhen Stankowytsch, Iwan Karabyz, Lev Kolodub.

### Postsowjetische Ära
Nach der Unabhängigkeit der Ukraine im Jahr 1991 wurden alle ideologischen Schranken beseitigt und die Komponisten bekamen die Möglichkeit, mit verschiedenen Stilen und Genres zu experimentieren. Es wurden Festivals für avantgardistische Musik wie das Kiew-Musikfest, Kontrasty, Two Days and Two Nights of New Music gegründet. Zu den Komponisten der neuen Generation gehören Oleksandr Kozarenko, Volodymyr Runchak, Iwan Nebesnyj. In den 2000er Jahren begann sich die experimentelle elektronische Musik in der Ukraine zu entwickeln.

## Popmusik

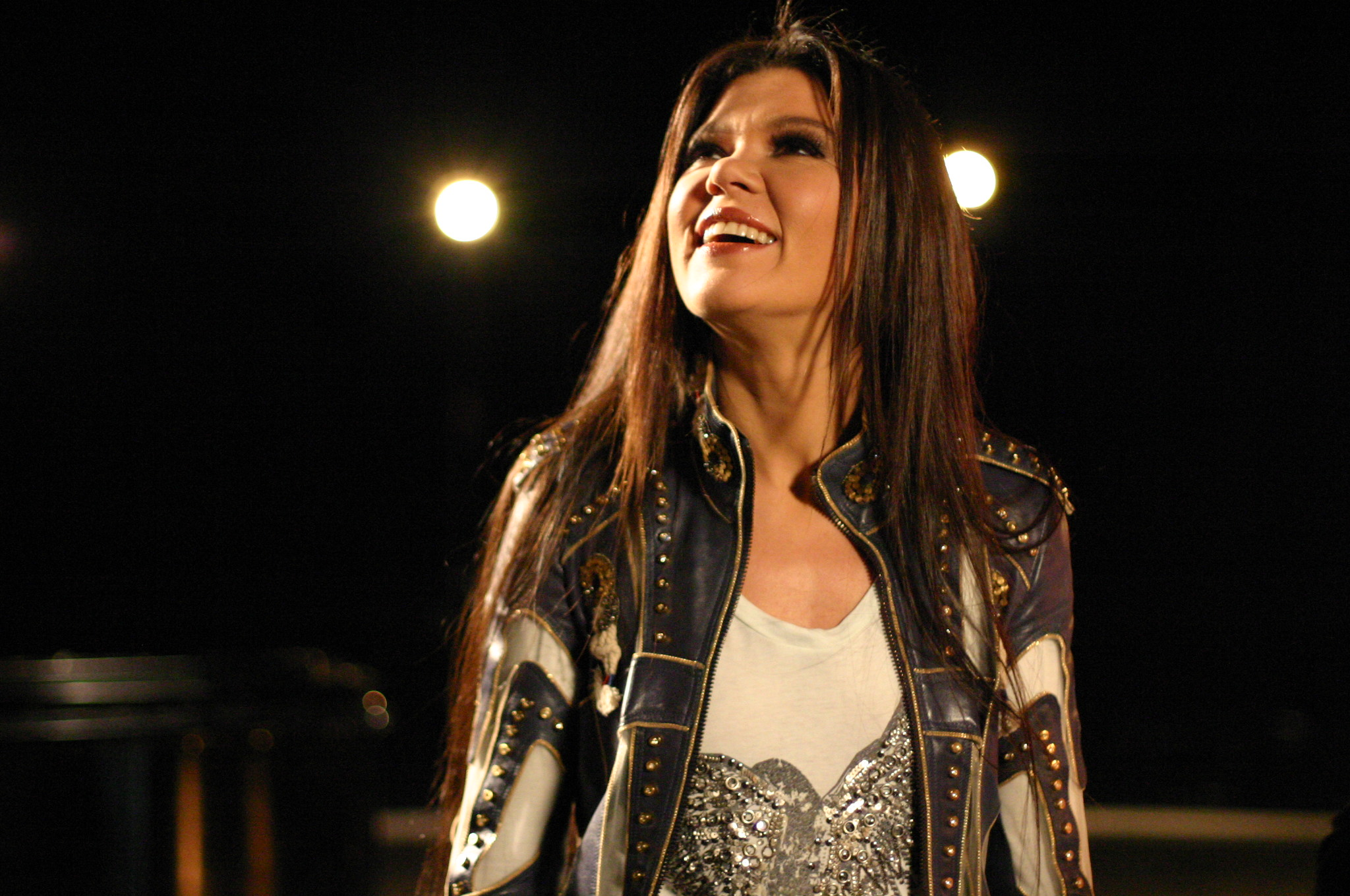
Ruslana

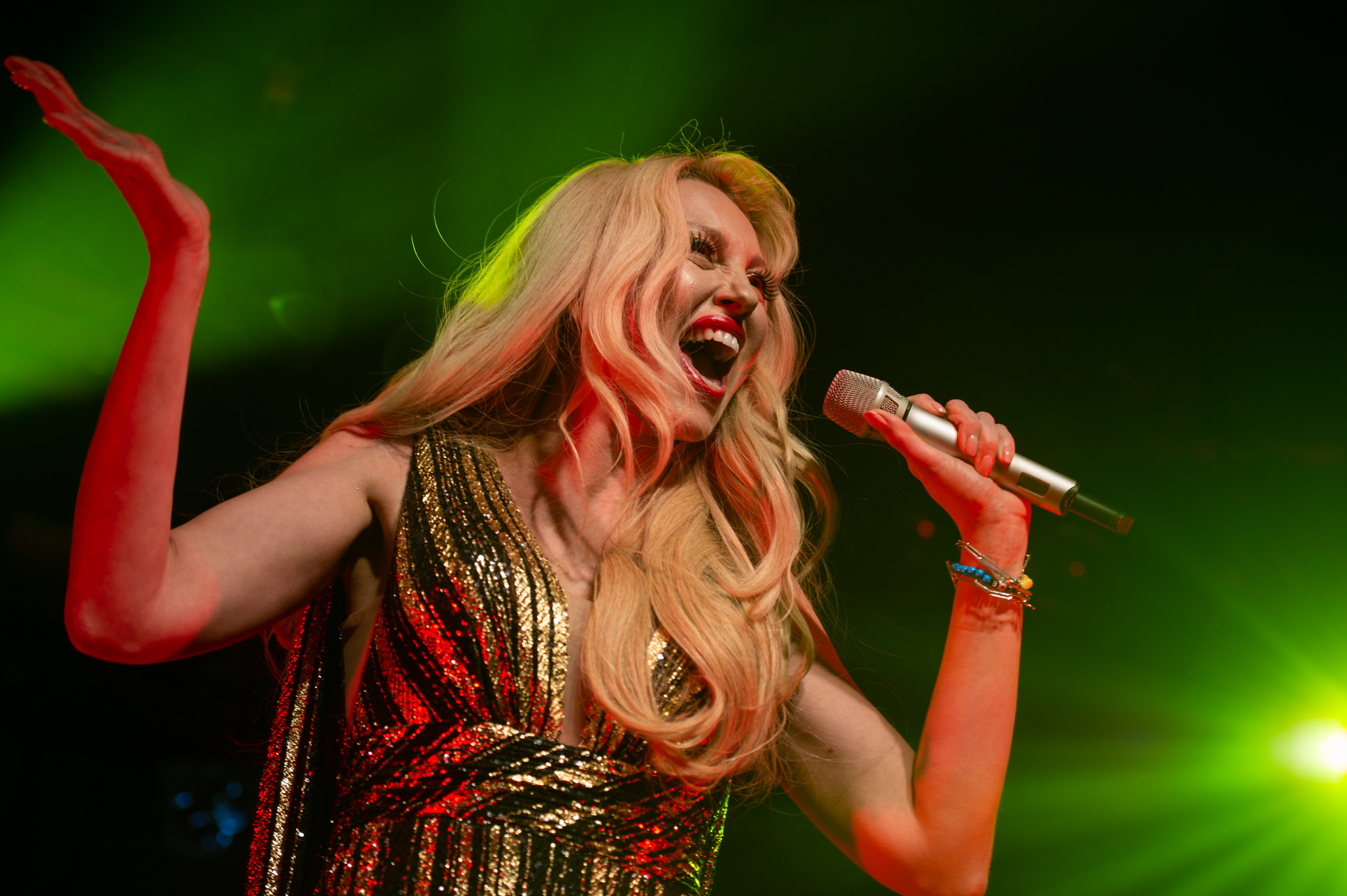
Olja Poljakowa

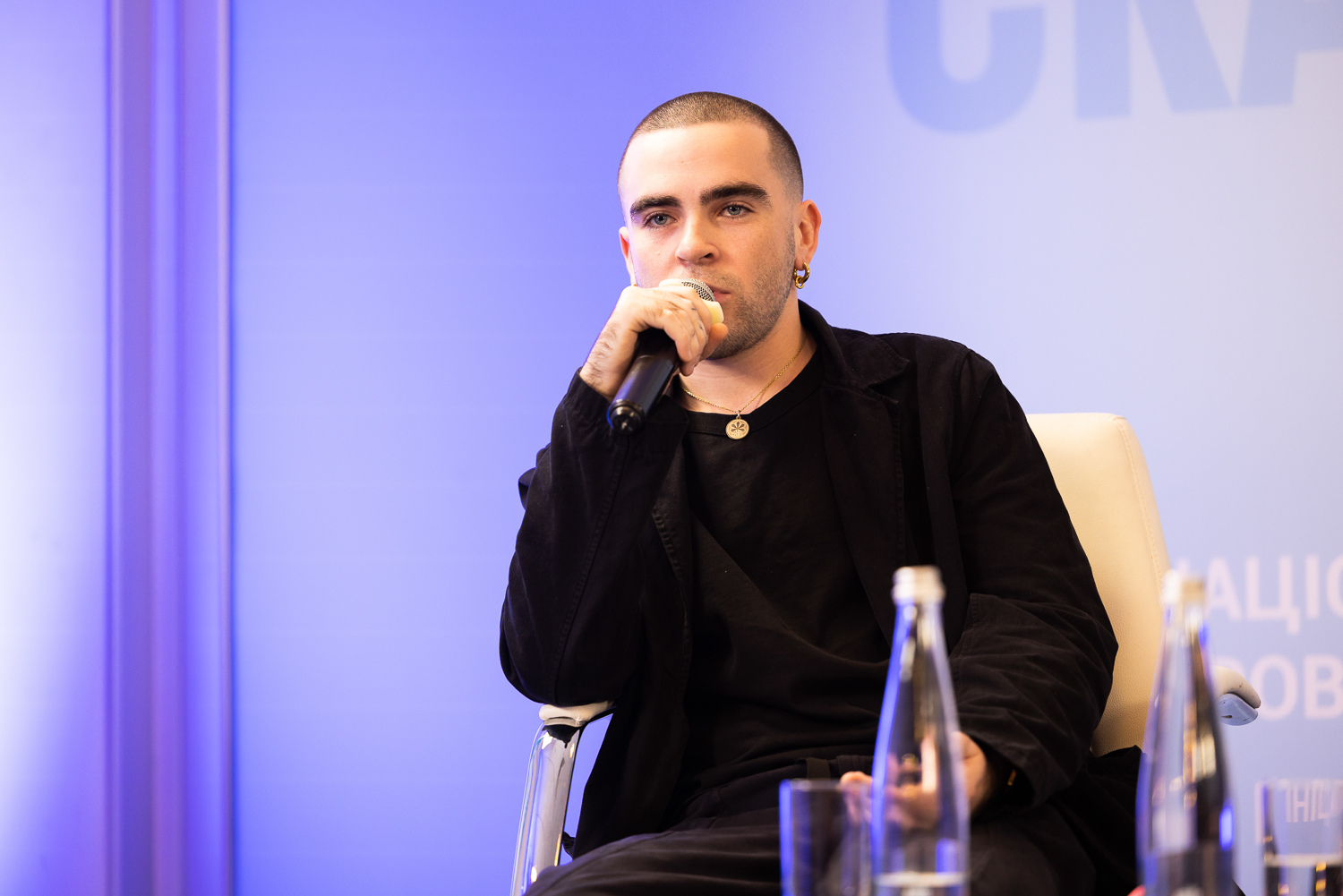
Wellboy

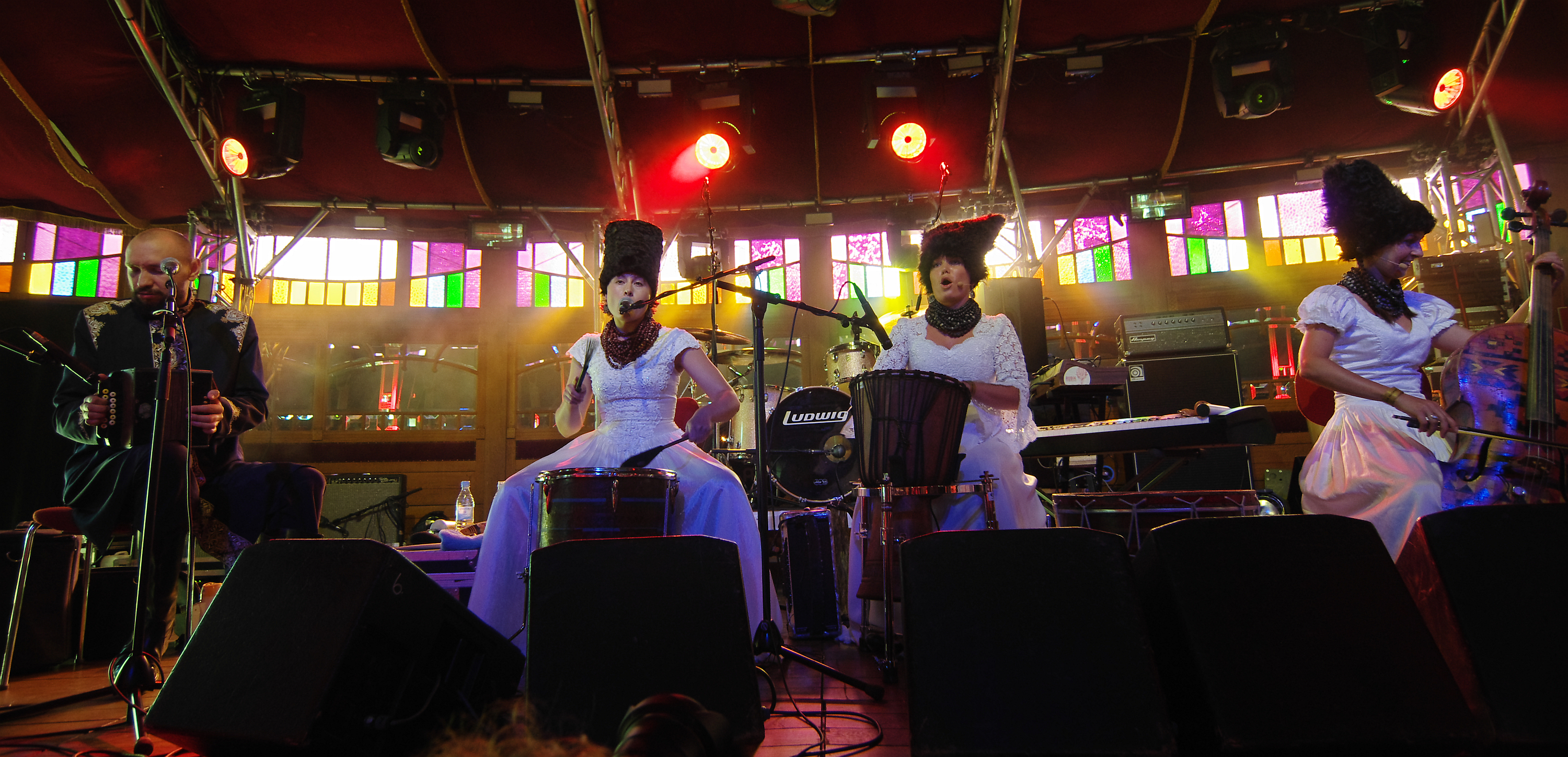
DachaBracha

Popmusik in der Ukraine ist westlich beeinflusst mit ihren verschiedenen Formen, die in der Ukraine seit den 1960er Jahren an Popularität gewinnt. In den 1970er Jahren entstanden eine Reihe von Folk-Rock-Gruppen, wie Kobza. Wichtige Beiträge leisteten die Songschreiber Wolodymyr Iwasjuk und Oleksandr Bilasch. Nach dem Tod von Iwasjuk im Jahr 1979 kam die Entwicklung der ukrainischsprachigen Popmusik fast zum Stillstand. Selbst etablierte Folk-Rock-Gruppen begannen auf Russisch zu singen.
Die Wiederbelebung der ukrainischen Popmusik begann in den 1990er Jahren, nachdem die Ukraine ihre Unabhängigkeit erlangt hatte. Das Chervona Ruta Festival spielte eine wichtige Rolle bei der Popularisierung und Entwicklung des modernen ukrainischen Liedes. Im Jahr 2004 war Ruslana die erste ukrainische Sängerin, die den Eurovision Song Contest gewann.
Bis zum Ausbruch des russisch-ukrainischer Krieges 2014 wurde die russische Sprache von ukrainischen Künstlern häufig verwendet, um auch ein Publikum außerhalb der Ukraine zu erreichen, das Russisch versteht. Russischsprachige Lieder verloren in der Ukraine nach 2014 allmählich an Popularität, während ukrainischsprachige Musik einen Aufschwung erlebte; dieser Trend beschleunigte sich mit dem Beginn der russischen Invasion in der Ukraine im Februar 2022. Der Krieg wurde in den Liedern immer häufiger thematisiert, mit Texten über Trost in schweren Zeiten, in denen man geliebte Menschen verloren hat und aus seiner Heimat und seinem Land fliehen musste, aber auch über den Mut durchzuhalten. Neue Musik aus der Ukraine enthält immer mehr Elemente der ukrainischen Folklore, wie z. B. die Neuinterpretation eines traditionellen Wiegenlieds durch die Gewinner des Eurovision Song Contest 2022 mit ihrem Siegerbeitrag „Stefania“.

## Ukrainische Musiker und Komponisten (Auswahl)
- Dmytro Bortniansky (1751–1825), ukrainischer liturgischer Komponist. Geboren in Hluchiw, Ukraine.
- Semen Hulak-Artemovsky (1813–1873), Opernkomponist, Sänger (Bariton), Schauspieler und Dramatiker, dessen bekanntestes Werk die komische Oper Zaporozhets za Dunayem ist.
- Reinhold Gliere (1875–1956), Komponist. Geboren in Kiew.
- Mykola Leontowitsch (1877–1921), Komponist. Weltweit am bekanntesten für seine Bearbeitung von Schtschedryk, die in Nordamerika als Carol of the Bells bekannt wurde.
- Mykola Vilinsky (1888–1956), ukrainischer klassischer Komponist und Dozent.
- Lewko Rewuzkyj (1889–1977), Komponist, Lehrer und Aktivist. Bekannt für die Einführung ukrainischer Musikmotive in Verbindung mit westlichem Kompositionsstil.
- Dmitri Tiomkin, (1899–1979), geboren in Poltawa, Ukraine. Amerikanischer Filmkomponist (Academy Award für die Filmmusik von High Noon, außerdem bester Song aus diesem Film Do Not Forsake Me, Oh My Darling). Ihm zu Ehren wurde eine Briefmarke der USA herausgegeben.
- Oleksandr Bilash, (1931–2003), ukrainischer Komponist klassischer und populärer Lieder. Sein bekanntestes Lied ist Dva Kolery (Zwei Farben).
- Valentin Silvestrov, (* 1937), moderner ukrainischer Komponist „minimalistischer Musik“. Sein bekanntestes Werk ist Stille Lieder für Baritonstimme.
- Virko Baley (* 1938), Komponist, Dirigent der Las Vegas Symphony.
- Myroslav Skoryk, (1938–2020), ukrainischer klassischer Komponist.
- Wolodymyr Ivasiuk (1949–1979), ukrainischer Volksliedkomponist. Sein bekanntestes Lied ist Chervona Ruta.
- Julia Gomelskaya (* 1964), ukrainische zeitgenössische Komponistin von Sinfonie-, Kammer-, Chor- und Vokalmusik.
- Andriy Danylko (* 1973), besser bekannt unter seinem Künstlernamen Verka Serduchka, Sänger und Komponist.
- Svitlana Azarova (* 1976), ukrainische Komponistin für zeitgenössische klassische Musik.
- Aleksandr Shymko (* 1977), ukrainischer Komponist und Pianist.
- Roman Miroshnichenko (* 1977), Jazz-Fusion-Gitarrist, Komponist, Produzent. Gewinner der Independent Music Awards.

## Projekte
Das Polyphony Project, das zum Teil durch das Programm Creative Europe MEDIA der Europäischen Union finanziert wird und dessen Ziel es ist, „die lebendige musikalische Folklore der ukrainischen Dörfer zu erforschen, zu bewahren und zu präsentieren“, verfügt über ein Online-Archiv der ukrainischen Volksmusik.